# 에르진잔주

에르진잔주의 위치

에르진잔주(튀르키예어: Erzincan ili)는 튀르키예 동부에 위치한 주로, 동아나톨리아 지역에 속한다. 주도는 에르진잔이며 면적은 11,974km2, 인구는 213,538명(2006년 기준), 자동차 번호는 24번, 시외전화 지역번호는 0446번이다. 9개 군을 관할한다. 1939년 12월 27일에 일어난 진도 규모 7.9의 지진으로 인해 파괴되었지만 재건되었다.

## 같이 보기
- 1939년 에르진잔 지진